# مجمع کنتوریاها
مجمع کِنتوریاها (به لاتین: comitia centuriata) یکی از مهم‌ترین مجمع (تشکل)های مردمی جمهوری روم بود، تمامی شهروندان رومی، پاتریسی‌ها و پلبی‌ها، برای اعمال حقوق سیاسی خود و مشارکت جستن در زندگی سیاسی در آن حضور می‌یافتند. این مجمع حق اعلان جنگ و صلح و نیز انتخاب کنسولها، پرایتورها، و کنسورها را داشت. در این مجمع شهروندان رومی به دسته هایی صدتایی بر مبنای ثروت تقسیم می‌شدند و برای همین به آن مجمع کنتوریاها (به معنای صدتایی) می گفتند. محل برگزاری مجمع غالباً در کمپوس مارتیوس بود.

## تأسیس
بر مبنای عقیده رایج، مجمع کنتوریاها محصول اصلاحاتی بود که سرویوس تولیوس، ششمین پادشاه روم، در ارتش روم انجام داد؛ وی اصلاحاتی که برای کارآمدتر کردن ارتش انجام داد را بر مبنای آرمان (یونانی) شهروند-سرباز در زندگی مدنی رومیان نیز وارد کرد.
امّا در حقیقت، منتقدین معتقد بودند که سرویوس تولیوس تنها اصلاحات exercitus (ارتش) را برپایه ثروت انجام داده‌است، و اجرای سیستمی که شهروندان را در زندگی مدنی مشارکت دهد تنها با گذار به جمهوری ممکن شد.

## توانایی‌ها
وظایف ارشد حکومتی به این مجمع واگذار شده بود، انجام این وظایف برای مردم محفوظ بود که در درجه اول شامل انتخاب کلانتر∗ها (شامل کنسور، کنسول، پرایتور)، قانون گذاری (با مشارکت سنا)، و نیز اعلان جنگ می‌شدند.
نخستین مصوبه این مجمع، بر طبق گفتهٔ سیسرون، حق provocatio ad populum∗ یا تظلم کردن از مردم بود که در نخستین شکل خود، برای محکومان به مرگ یا شلاق، امکان توسل به مردم (استیناف) را فراهم می‌کرد.
مجمع کنتوریاها همچنین در موارد محکومیت به اعدام و خیانت، نقش دادگاه را داشت.

## ساختار و ترکیب مجمع
از میان سه مجمع مشورتی که مردم روم هر از گاهی در آن مجتمع می‌شدند (افزون بر مجمع کنتوریاها، مجمع کوراتا∗مجمع تریبوتا∗، و کونچیلا پلبیس∗نیز وجود داشتند) تا سیاست‌های دولتی را هدایت کنند، این مجمع تنها مجمعی بود که برپایه ملاک ثروت یعنی تیموکراسی ــ که در آن شهروندان در گروه‌هایی برپایه درآمد (و نه جنسیّت یا خاستگاه منطقه ای) متشکل می‌شدند ــ و نیز پیرسالاری ــ اگر توجه شود که seniores یا پیرانی که بین ۴۶ تا ۶۰ سال سن داشتند، نسبت به iuvenes یا جوانانی که بین ۱۸ تا ۴۵ سال سن داشتند از کرامت بیشتری برخوردار بودند ــ بنّا شده بود.

## یادداشت
^ . به انگلیسی: Magistrate، به ایتالیایی: Magistrato، به عربی: رجل القضاء؛ می‌شود آنرا به «دادرس» هم ترجمه کرد.
^ . این مصوبه می‌گفت که مجازات اعدام یک محکوم می‌تواند به مجازات دیگری تغییر یابد.
^ . comitia populi curiata
^ . comitia tributa
^ . concilia plebis